# Shihan
Shihan (師範) é um título normalmente usado em artes marciais. A palavra significa mestre ou modelo.
Cada arte ou organização tem requerimentos diferentes para o uso deste título, mas em geral é uma graduação muito alta, que leva décadas para ser atingida. É às vezes associado a certos direitos, como por exemplo o de outorgar graduações dan em nome da organização.
O processo de tornar-se um shihan pode ser bastante confuso no Japão. Por exemplo, no bujinkan diz-se que alguém torna-se shihan quando os outros shihans começam a chamá-lo assim. Entretanto, é comum chamar todos os mestres que atingiram o 10º dan de shihan - pelo menos os que forem japoneses.
Em aikido, na organização Aikikai, mestres japoneses automaticamente tornam-se shihans ao atingir o 6º dan, mas durante muito tempo não ficou claro se ocidentais com a mesma graduação podiam usar o título. Na década de 90, o segundo Doshu Kisshomaru Ueshiba, filho do Fundador do aikido e autoridade mundial do aikido, determinou que as seguintes condições para conceder o título de shihan a um praticante: 1º: atingir o 6º dan em aikido; e 2º: Comprovar que está formando aikidocas de nível internacional. Tais regras foram mantidas pelo atual Doshu, Moriteru Ueshiba, filho de Kisshomaru e neto do Fundador.